# 小田常胤
小田 常胤（おだ つねたね、1892年3月10日 - 1955年2月11日）は、日本の柔道家（講道館9段）。
立ち技を中心にして隆盛を極めた大正・昭和期の講道館にあって、それまでの古流柔術等を更に発展させた“常胤流”と呼ばれる独自の寝技技術を構築、旧制第二高校や旧制第四高校を指導して高専柔道の発展に大きく貢献し、寝技の大家と知られた。
なお、名の正確な読みは“つねたね”だが、文献によっては“じょういん”とも記されており、海外でもそちらの名がよく通っている。

## 経歴

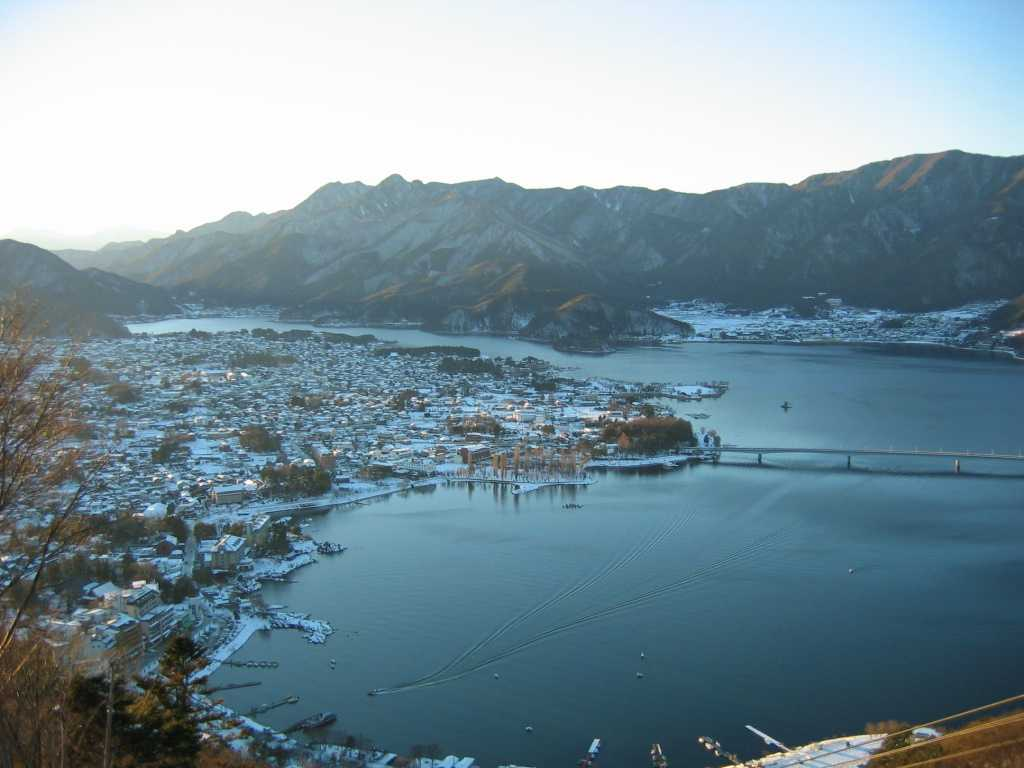
故郷である現在の富士河口湖町域

山梨県南都留郡船津村（後の河口湖町、現在の富士河口湖町）の浅川に生まれた。
当時の南都留郡には中学校が無かったため、親族を頼って静岡県立沼津中学校（現在の静岡県立沼津東高等学校）に入学し、ここで柔道を始めた。中学校卒業後は上京して1910年7月24日に18歳で講道館へ入門、2年後の12年7月13日に初段に列せられて1914年に講道館柔道教員養成部を卒えた。
この頃の小田は柔道ではなく学問を以って身を立てるのが念願であり、國學院大學に入学すると不動貯金銀行頭取の牧野元次郎の知遇を得て実業界を志し、明治大学や日本大学にも籍を置いて勉学に励んでいる。
講道館において、身長160cm・体重63kgと小柄な体格の小田はいかに“柔能制剛”と雖も体の大きい相手と試合をすると分が悪い事をしみじみと実感しており、さればと小田は稽古では寝技をよくして、更に両足の指1本1本が自在に動くまでに鍛錬を重ねた。曰く「立っているから投げられる、投げられるから負ける。投げられないためには初めから寝て勝負をすれば良い」との事。最初から寝て構える小田を見た嘉納治五郎館長が「それでは頭を蹴られたり顔を踏まれたりして不利ではないか」と注意したが、これに対し小田は「いいえ、寝ながら少しも油断はしていません。絶対に顔を踏まれない自信があります」と返して、嘉納館長は渋面をつくって黙ってしまったという。
猛稽古の末にその熟練した寝技技術を以って名を馳せた小田は勝負の早さでも有名で、昇段審査等でも殆ど寝勝負で勝ち星をあげて1917年3月に4段位で國學院大學を卒業し、鹿児島の旧制第七高校造士館に赴いて柔道教師を任ぜられた。

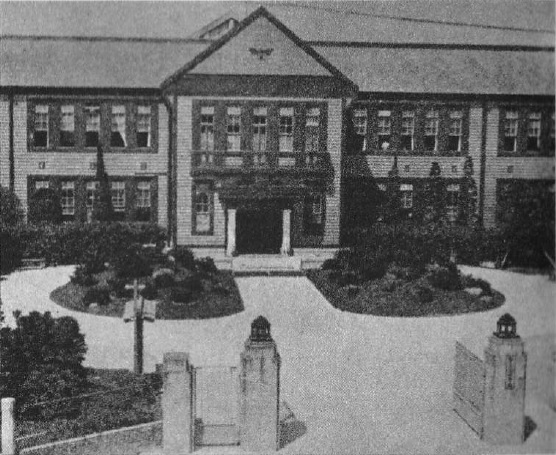
旧制第二高校では
部員達に寝技の神髄を叩き込んだ

同じ頃、東京の旧制第一高校と仙台の旧制第二高校は理想を稽古に求めて全国高専大会には出場せず、両校の間で不定期に開催される対抗試合に執念を燃やしていた。
5度目の対抗戦開催が1918年4月7日と決まると、有段者が主将の鈴木醇2段を含めわずか2名と圧倒的に戦力に劣る二高は「立ち技3年、寝技3ヵ月」の格言に目を付け、白帯連中に即戦力を見出そうと、寝技で知られた小田を師範として招聘した。
小田は同年1月7日に仙台へ着くや、午後の放課後に寝技だけの稽古を連日5~6時間行って部員達を鍛え上げた。二高の『尚志会誌』には、「時あたかも厳寒、寒気凛冽にして病人多し」とその激しい稽古の様子が掲載されている。一方で小田は、人を東京に派遣して一高の稽古ぶりを偵察させようと試みたが、一高の道場が窓を全てカーテンで覆って覗かれない様にしていると聞くと、今度は一高柔道部が指定している洗濯屋にスパイの女性を送り込んで道衣の汚れ方や擦り切れ方を逐一報告させる程の徹底ぶりであった。
両校18人ずつの勝ち抜き形式で行われた当日の試合は二高側が白帯13人、対する一高側が白帯3人と段位の上では圧倒的に一高に分があったが、実際に試合が始まると二高が失点なく大将以下4人残しの大勝を飾り、この快挙は瞬く間に人々の知る所となった。小田自身もその名を轟かせて、1920年5月には大日本武徳会より柔道教士号を拝受している。
小田は旧制二高のほか江川定夫が師範を務める金沢の旧制第四高校でも寝技のコーチを務め、1921年7月の第8回全国高専大会では「死んでも勝つ」をモットーに大会8連覇を誓った。この大会では小田率いる旧制四高と、小田と共に寝技の双璧と知られ“東の小田、西の金光”と称された金光弥一兵衛率いる旧制第六高校とが本命と見られており、両校は準決勝戦で激突。両軍15名ずつの試合は先方から副将まで14人が全て引き分け、四高・里村楽三2段と六高・早川昇初段との大将決戦にもつれ込んだ。
大将同士の試合は規定時間の30分を戦って優劣が付かず、両軍協議の末に40分の延長戦となったがここでも決着を見なかった。再延長か引き分けとするかで再協議が行われて六高側は引き分けでも良いと主張したが、前述の通り勝利を誓っていた四高は更に1時間の延長を申し入れ、間を取って30分の再延長戦とする事に。しかし疲労が激しい両者はロクに相手の道衣も握れず、互いにまともな攻撃はできないまま再延長戦も引き分けで終えた。柔道の歴史上最長と云われる1時間40分の激闘の末、大会規定に基づき両校とも決勝戦進出は叶わず、優勝は反対側シードで準決勝戦を勝ち抜いていた旧制第五高校の手に渡り、四高選手達からは嗚咽慟哭の声が起こったという。

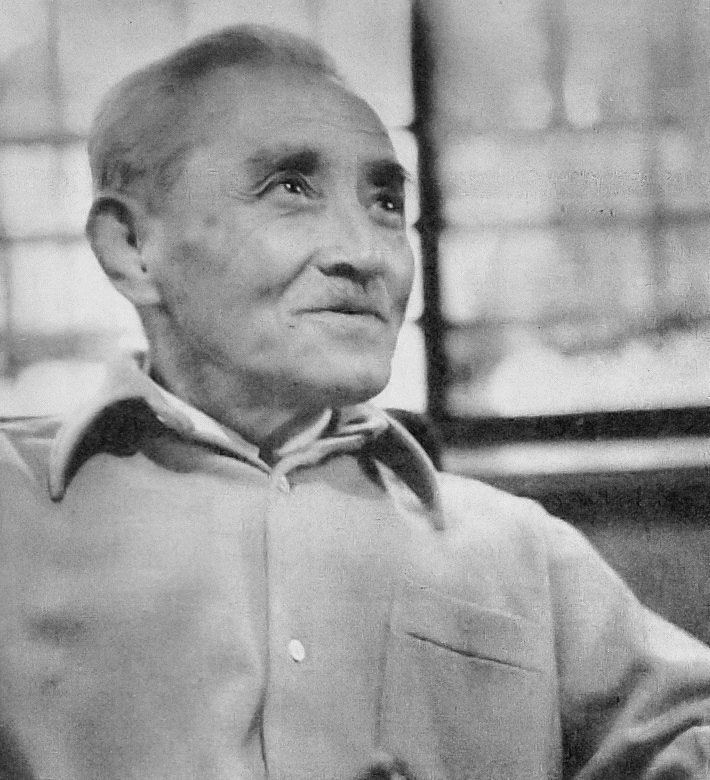
一時は三船を兄のように
慕って師事したが…

小田は1921年秋に上京してから立川市に住んで不動貯金銀行に入り、青山学院大学の柔道師範、翌年には立教大学の柔道師範も兼任。その後1924年より住居を構えた新橋では私設道場「尚志館」を設立して門生の指導に当たった。
講道館では1926年の高段者昇段審査に初めて形の試験を採り入れたが、徳三宝や高橋数良、中野正三といった実力派は「形は実力の無い弱者がやるもの」と毛嫌いして審査をボイコットする中、小田が形の試験を受けてこれに合格するとそれら講道館の諸先輩よりも先に6段へ昇段。形の試験自体は弟子達の反発の大きさから嘉納治五郎館長自ら「われ誤れり」と表明してすぐに廃止されたが、先輩・後輩の序列を崩してしまった小田は先輩連から「出過ぎ者」と睨まれ、疎外されてしまう破目に。
そのような事情もあってこの頃の小田は、9歳年長の三船久蔵と親交を結んで前にも増して兄事した。
しかしその関係も永くは続かず、1930年の講道館鏡開式における高段者特選乱取での八百長試合に端を発しすっかり三船に対して反発を強め、逆にそれまで反目し合っていた中野正三とは“三船嫌い”という点で意気投合し（中野は従前より三船とは犬猿の仲であった）、以後は講道館の高段者控室で中野が「三船の奴が…」と聞こえよがしに悪口を言うと、小田は「そうだそうだ」と相槌を打つ有様だったという。そんな時、三船は馬耳東風とばかりに下を向き丸山三造を相手に将棋を指していたが、同席していた柔道評論家の工藤雷介は「まことに異常な風景だった」と語っている。
小田は『柔道は斯うして勝て（1920年刊）』『柔道大観（1929年刊）』等の著書を残す傍ら、講道館にて監査班審議員や有段者指導委員主任、道場委員、研究委員といった要職を歴任し東京都柔道連盟では顧問も務めた。戦後は1946年より芝学園や東京ガスの柔道部師範を務めて、1948年5月4日には9段位を允許。その活躍から1952年11月22日の講道館創立70周年記念式典では特別に功労表彰されている。
講道館でも指折りの酒豪として知られる小田はいわゆる“斗酒なお辞せず”の類で、三船の一件以来すっかりウマが合うようになった中野正三と痛飲しては柔道界の変貌を嘆いていたという。やがて胃を患って2/3を切除する大手術を行って以来しばらくは酒を控えていたが、半年もすると「少しぐらいなら…」と杯を取るようになり、次第にその量も増えていった。
1954年7月に柔道の視察・指導にヨーロッパへ招聘された小田だったが、現地で洋酒を飲み過ぎたらしく危篤のまま飛行機で帰国して東京医科大学病院へ運び込まれ、家族による看護の甲斐もなく自宅へ帰らぬまま1955年2月11日午前11時16分に他界した。62歳没。法名は「勝道院法常日胤居士」。

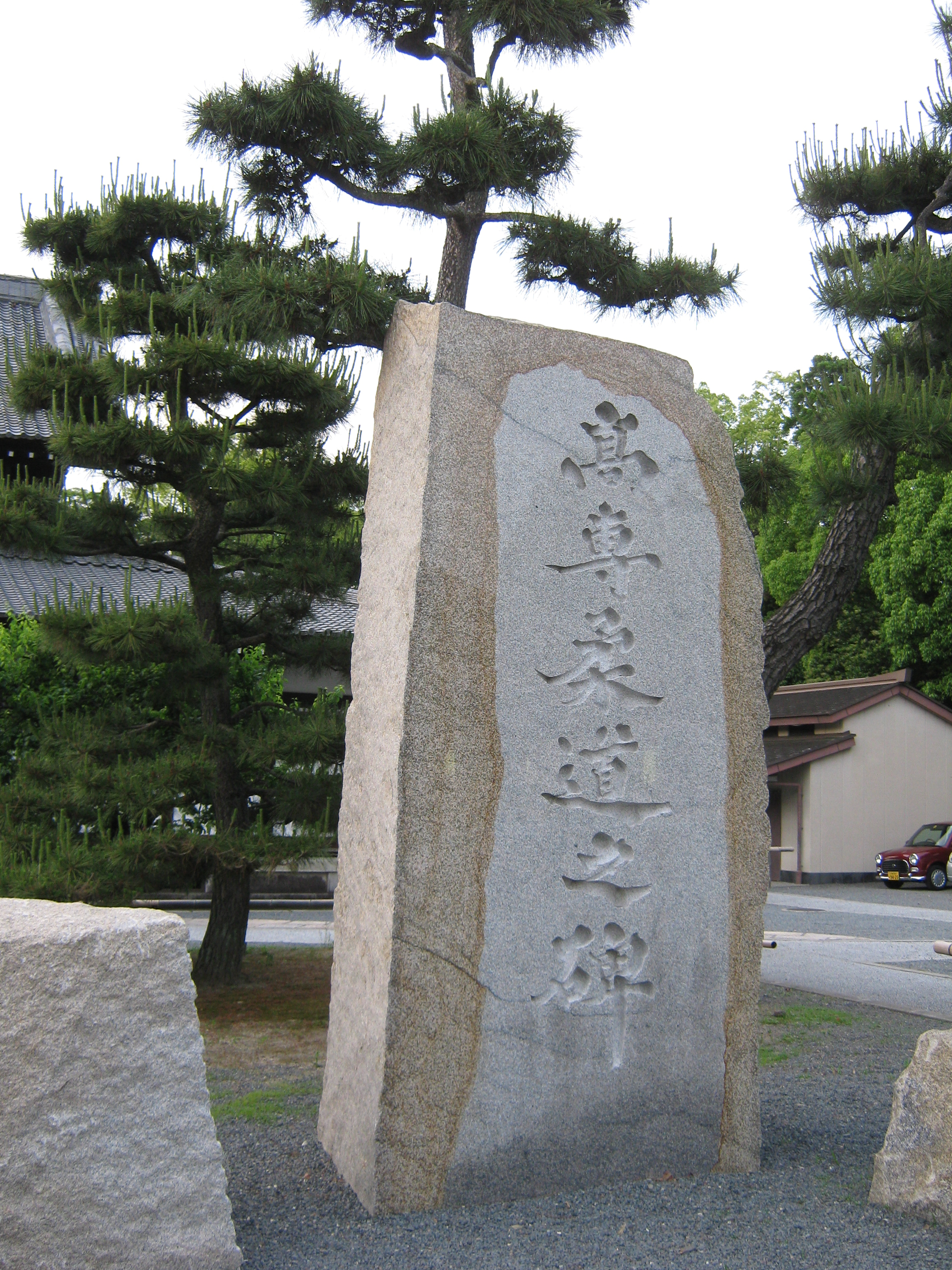
高専柔道の碑（京都）

小田は晩年、レスリングのように柔道競技をその攻撃スタイルによって、立ち技のみ・寝技のみ・立ち技寝技混用の3つに分類して競技を実施してはどうか、と真剣に研究していたという。実際に寝技だけの試合をやるための準備をしていた事もあったが、前述の通り小田は思わぬ形で他界しこの案が日の目を見る事無かった。
それでも、立ち技に傾倒していた当時の講道館柔道に一石を投じ、時に嘉納治五郎や桜庭武といった講道館の重鎮を相手に論争を繰り広げながらも寝技主体の高専柔道の礎を成すのに大いに貢献し、今日でも寝技の大家としてその勇名は色褪せていない。
また、寝技で名を成す柔道家は往々にして由緒ある古流柔術の出身者が多い中にあって、小田は古流柔術の出ではなく、飽くなき猛稽古と創意工夫によって一代で自らの技術体系を築き上げ、その芸術的な寝技を以って世に“常胤流”と称されるまでに至った点は特筆される。
著書『柔道大観』の中で小田は、「一部柔道家の脳裡には、柔術と聞けば憎悪の念を以って迎え、柔術家と聞けば蛇蝎の如く忌み嫌う傾向がある」と前置きした上で、「（柔術は）急激な時代の変化に遭遇しその真義が没却されたにしても、なお多少とるべきものがあり、今日の柔道の勃興を見る一大資料となり、一つの道程となり、動機となった事は事実である」「柔術そのものを無価値なものとして排斥し、しからずんば破壊し去らんとする事は、いささか考慮を要する」と述べて、当時飛ぶ鳥を落とす勢いで排他色の濃かった講道館の柔道家達に警鐘を鳴らしていた。